# El Manik
 (juillet 2025).
Si vous disposez d'ouvrages ou d'articles de référence ou si vous connaissez des sites web de qualité traitant du thème abordé ici, merci de compléter l'article en donnant les références utiles à sa vérifiabilité et en les liant à la section « Notes et références ».
 (juillet 2025).
La mise en forme du texte ne suit pas les recommandations de Wikipédia : il faut le « wikifier ».
Les points d'amélioration suivants sont les cas les plus fréquents :
- Les titres sont pré-formatés par le logiciel. Ils ne sont ni en capitales, ni en gras.
- Le texte ne doit pas être écrit en capitales (les noms de famille non plus), ni en gras, ni en italique, ni en « petit »…
- Le gras n'est utilisé que pour surligner le titre de l'article dans l'introduction, une seule fois.
- L'italique est rarement utilisé : mots en langue étrangère, titres d'œuvres, noms de bateaux, etc.
- Les citations ne sont pas en italique mais en corps de texte normal. Elles sont entourées par des guillemets français : « et ».
- Les listes à puces sont à éviter, des paragraphes rédigés étant largement préférés. Les tableaux sont à réserver à la présentation de données structurées (résultats, etc.).
- Les appels de note de bas de page (petits chiffres en exposant, introduits par l'outil «  Source ») sont à placer entre la fin de phrase et le point final[comme ça].
- Les liens internes (vers d'autres articles de Wikipédia) sont à choisir avec parcimonie. Créez des liens vers des articles approfondissant le sujet. Les termes génériques sans rapport avec le sujet sont à éviter, ainsi que les répétitions de liens vers un même terme.
- Les liens externes sont à placer uniquement dans une section « Liens externes », à la fin de l'article. Ces liens sont à choisir avec parcimonie suivant les règles définies. Si un lien sert de source à l'article, son insertion dans le texte est à faire par les notes de bas de page.
- La présentation des références doit suivre les conventions bibliographiques. Il est recommandé d'utiliser les modèles {{Ouvrage}}, {{Chapitre}}, {{Article}}, {{Lien web}} et/ou {{Bibliographie}}. Le mode d'édition visuel peut mettre en forme automatiquement les références.
- Insérer une infobox (cadre d'informations à droite) n'est pas obligatoire pour parachever la mise en page.

Pour une aide détaillée, merci de consulter Aide:Wikification.
Si vous pensez que ces points ont été résolus, vous pouvez retirer ce bandeau et améliorer la mise en forme d'un autre article.
 (juillet 2025).
Emmanuel Ginting "El" Manik (né à Bohorok, dans le nord de Sumatra, en Indonésie, le 19 novembre 1949) est un acteur indonésien d'origine Karo,,.

## Biographie
El Manik est né le 19 novembre 1949 à Bohorok, dans le nord de Sumatra, d'un enseignant de l'ethnie Batak Karo. Il est diplômé de l'école primaire d'État de Bohorok en 1962, puis de l'école intermédiaire Taman Siswa en 1965 et du Teachers' College en 1969, tous deux à Binjai. Après avoir obtenu son diplôme, il a déménagé à Surabaya et a ouvert un studio photo.
Après son travail dans Mereka Kembali, El Manik a obtenu d'autres seconds rôles, notamment celui d'un antagoniste dans le film de Teguh Karya, Cinta Pertama (Premier amour), en 1973, et dans le film d'Ami Priyono, Kampus Biru (Campus bleu). Son premier rôle principal a été dans le film d'Ami, Jakarta Jakarta, en 1979; la même année, il a incarné un officier néerlandais dans le film épique de guerre de Karya, Novembre 1828. Durant cette période, il a également travaillé comme reporter pour Aktuil.
S'en sont suivis un rôle dans Titian Serambut Dibelah Tujuh (Titian Serambut divisé par sept) en 1983 et un rôle principal dans le film de Sjumandjaja, Budak Nafsu (Esclave de la luxure), en 1984. Cependant, après l'effondrement de l'industrie cinématographique indonésienne en 1992, il s'est tourné vers les feuilletons télévisés,.

## Filmographie
- Mereka Kembali (They Return; 1973)
- Cinta Pertama (First Love; 1973)
- Kampus Biru (Blue Campus; 1976)
- Kabut Sutra Ungu (Mist of Purple Silk; 1980)
- November 1828 (1979)
- Cinta Segitiga (Love Triangle; 1979)
- Dr. Siti Pertiwi Kembali ke Desa (Dr. Siti Pertiwi Returns to the Village; 1980)
- Putri Seorang Jendral (Daughter of a General; 1981)
- Seputih Hatinya, Semerah Bibirnya (As White as Her Heart, As Red as Her Lips; 1982)
- Jakarta Jakarta (1982)
- Pasukan Berani Mati (Soldiers Willing to Die; 1982)
- Titian Serambut Dibelah Tujuh (Titian Serambut Divided by Seven; 1982)
- Budak Nafsu (Slave to Passion; 1983)
- Hati Yang Perawan (A Virgin Heart; 1984)
- Bajing Ireng dan Jaka Sembung (Jaka Sembung & Bergola Ijo, or The Warrior and the Ninja; 1985)
- Carok (1985)
- Hell Raiders (1985)
- Menumpas Teroris (Fighting Terrorists; 1986)
- Bintang Kejora (Lucky Stars; 1986)
- Biarkan Bulan Itu (Let the Moon Be; 1986)
- Tujuh Manusia Harimau (Seven Human Tigers; 1987)
- Turangga (1990)
- Beth (2002)
- Biarkan Bintang Menari (Let the Stars Dance; 2003)
- Maskot (Mascot; 2006)
- Berbagi Suami (Love for Share; 2006)
- Anak Ajaib (Magic Child; 2008)
- Ketika Cinta Bertasbih (When Love Prays; 2009)
- Dalam Mihrab Cinta (Behind Love's Shield; 2010)

## Prix et nominations
| Année | Prix                       | Catégorie                             | Travail                          | Résultat   |
| ----- | -------------------------- | ------------------------------------- | -------------------------------- | ---------- |
| 1979  | Indonesian Film Festival   | Citra Award for Best Leading Actor    | Gara-gara Istri Muda             | Nomination |
| 1979  | Indonesian Film Festival   | Citra Award for Best Supporting Actor | November 1828                    | Lauréat    |
| 1980  | Indonesian Film Festival   | Citra Award for Best Supporting Actor | Kabut Sutra Ungu                 | Nomination |
| 1981  | Indonesian Film Festival   | Citra Award for Best Supporting Actor | Dr. Siti Pertiwi Kembali ke Desa | Lauréat    |
| 1983  | Indonesian Film Festival   | Citra Award for Best Leading Actor    | Titian Serambut Dibelah Tujuh    | Nomination |
| 1984  | Indonesian Film Festival   | Citra Award for Best Leading Actor    | Budak Nafsu                      | Lauréat    |
| 1984  | Indonesian Film Festival   | Citra Award for Best Supporting Actor | Jaka Sembung dan Bajing Ireng    | Nomination |
| 1987  | Indonesian Film Festival   | Citra Award for Best Leading Actor    | Biarkan Bulan Itu                | Nomination |
| 2004  | MTV Indonesia Movie Awards | Most Favorite Supporting Actor        | Biarkan Bintang Menari           | Nomination |
| 2006  | Indonesian Film Festival   | Citra Award for Best Supporting Actor | Berbagi Suami                    | Lauréat    |